# Johann von Schlitz

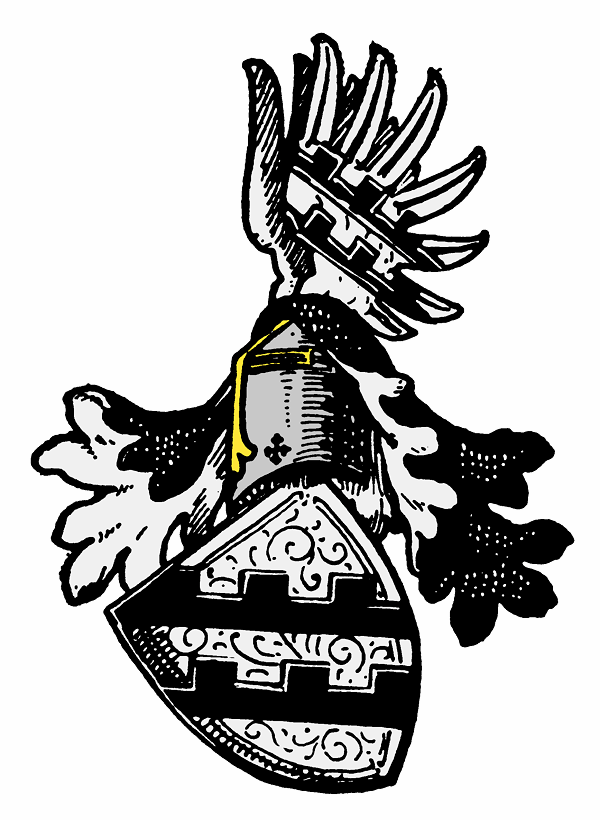
Wappen derer von Schlitz gen. von Görtz

Johann Freiherr von Schlitz genannt von Görtz, seit 1726 Graf von Schlitz genannt von Görtz (* 30. April 1683 in Schlitz; † 28. Juni 1747) war Erbmarschall im Hochstift Fulda sowie Kammerjunker und Schlosshauptmann in Kurhannover.

## Leben

### Herkunft und Familie
Johann Graf von Schlitz genannt von Görtz entstammte dem fuldischen Adelsgeschlecht von Schlitz, das erstmals 1126 urkundlich nachgewiesen wird und edelfreien Vasallen der Reichsabtei Fulda entsprang. In der ersten Hälfte des 14. Jahrhunderts setzten sich in den verschiedenen Linien abweichende Beinamen wie Schlitz genannt Görtz durch, bei denen der Beiname in der Folgezeit zum Hauptname wurde.
Graf Johann war ein Sohn des Geheimrats und Kammerpräsidenten Friedrich Wilhelm von Schlitz (1647–1728)
und dessen Ehefrau Anna Dorothea von Haxthausen (1663–1728) und bildete den Grundstein für die oberhessische gräfliche Linie Schlitz, während sein jüngerer Bruder Ernst August (1687–1720) Begründer der gräflichen Linie Schlitz-Rittmarshausen und Wrisbergholzen wurde.
Am 18. Januar 1718 heiratete er Dorothea von Schlitz genannt von Görtz (1696–1773), Tochter des Sittich von Schlitz genannt von Görtz, mit der er die Töchter Sophie Dorothea (1719–1764, Äbtissin), Anna Christina Helena (1732–1760, ∞ Sigismund von Oppel) und Wilhelmine Dorothea (1723–1806, ∞ Friedrich Karl Freiherr von Woellwarth) sowie die Söhne Georg (1724–1797, Nachfolger als Erbmarschall), Karl Friedrich Adam (1733–1797, Generalmajor) und Johann Eustach (1737–1821) hatte.
Er war wie sein Großvater Johann Volprecht von Schlitz genannt von Görtz (1602–1677) Erbmarschall im Hochstift Fulda.
In dieser Funktion war er der höchste Verwaltungsbeamte am Hof des Fürstabts. Von seinem Vater übernahm er die Besitzungen in Schlitz, Wegfurth und Rechberg.
Er war Königlich-Großbritannischer und Kurhannoverischer Schlosshauptmann und Kammerjunker.

## Auszeichnungen
- Ritter des Schwarzen-Adlerordens